# Oppède
Oppède è un comune francese di 1 375 abitanti situato nel dipartimento della Vaucluse della regione della Provenza-Alpi-Costa Azzurra.

## Storia

### Simboli
Lo stemma comunale si blasona:

## Monumenti e luoghi d'interesse
A Oppède vi sono numerosi monumenti interessanti:

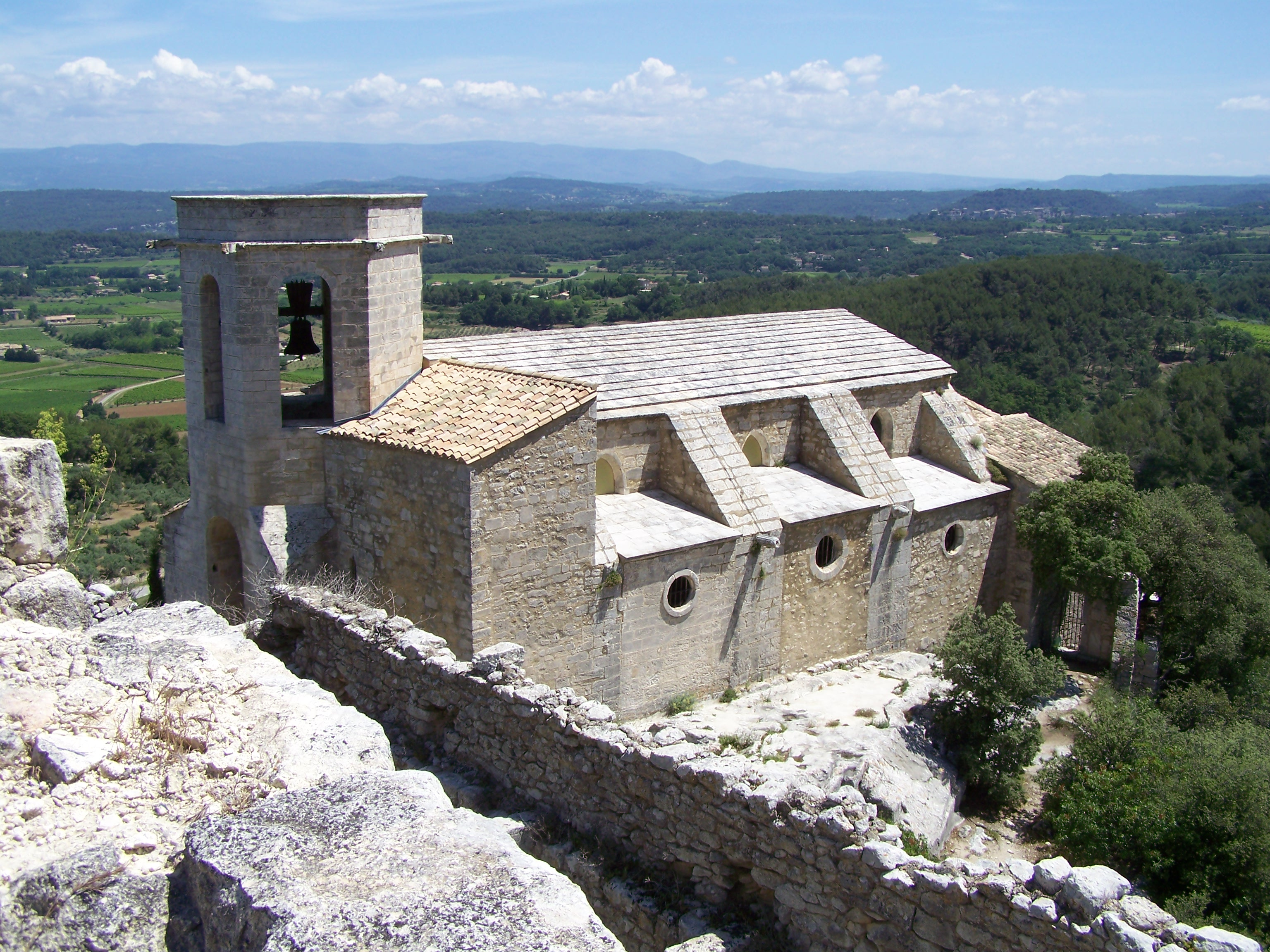
La chiesa di Notre-Dame-d'Alidon

- La chiesa di Notre-Dame-d'Alidon (o Notre-Dame-de-Dolidon), sita nella parte alta della vecchia Oppède, uno dei pochi edifici di questo settore che non sia in rovina. Di aspetto romanico, è stata rimaneggiata a partire dal 1500, poi nel 1592, con aggiunte di stile gotico, poi ancora nel 1815 e nel 1869.
- Le rovine (torre muraria e mura) d'un castello medievale e vestigia d'antiche botteghe. Abitazioni datate al XV e XVI secolo e quattro lavatoi restaurati recentemente. Si può inoltre ammirare un quadrato magico, il Quadrato del Sator, inciso su una delle pietre che formano la fortificazione.
- La Maison Gabrielli. Assemblaggio e memoria di diverse case medievali, che fu acquistata e rimaneggiata alla fine del XVI secolo da Bartolomeo Gabrielli, conte della Baccaresca (1566-1633), di Gubbio, che prestò servizio come Capitano Generale del Contado Venassino.
- La cappella dei Penitenti bianchi, nel paese vecchio, salendo verso la chiesa.
- La cappella di Sant'Antonino, nella piana verso la vecchia strada ferrata.
- Le fortificazioni: si possono vedere i resti delle fortificazioni camminando nel paese vecchio. Vi si vede in particolare una torre al limite di un precipizio. La scala interna non c'è più, ma si può ancora salire un poco in un corridoi che porta ai servizi igienici. La sommità della torre è collegata al resto del castello tramite un'arcata vertiginosa. Secondo la leggenda, è da qui che l'antipapa Benedetto XIII si sarebbe involato, sostenuto dal demonio.
Del castello non rimane più nulla, salvo qualche sala a volta, che è stata sgombrata di recente.
- Il mulino Saint-Augustin. All'origine di proprietà dell'abbazia di Sénanque, fu venduto nel 1210 al conte Roger de Châteauneuf, che successivamente lo rivendette alla famiglia Sade, rimastane proprietaria fino alla Rivoluzione. Ha cessato l'attività nel 1945.
- Le "Antiche terrazze di Santa Cecilia", giardino panoramico: insieme di 15 terrazze ove crescono più di 80 specie rustiche, piante erbacee, arbusti e alberi del Luberon.

## Società

### Evoluzione demografica
Abitanti censiti